# Orléanais
Orléanais er en tidligere fransk provins, der havde Orléans som hovedstad. Chartres og Blois var andre betydelige byer i provinsen. I 1790 blev området delt mellem departementerne Loiret, Loir-et-Cher, Eure-et-Loir og Yonne.